# Суноврат (албум)
Суноврат је други студијски албум српске музичке групе Игралом. Албум је објављен 17. септембра 2018. године као заједнично издање етикета Ammonite Records из Београда и Geenger Records из Загреба. Доступан је у дигиталном формату, на компакт-диску и на грамофонској плочи.

## О албуму
Албум је сниман током децембра 2017. у врбаском студију Шамарчина. Улогу продуцента имао је амерички музичар Крис Екман, најпознатији као члан групе The Walkabouts и суоснивач издавачке куће Glitterbeat Records. За микс и мастеровање задужени су били Милош Дробњаковић и Младен Марјановић.
Бубњеве и удараљке на овом издању одсвирао је Марко Томовић, члан првобитне поставе Игралома. Међутим, Томовић је већ у фебруару 2018. напустио групу, а дужности бубњара преузео је Дарко Урошевић. Пратећe вокалe су отпевали Јања Лончар, Дарко Радисављевић и Сара Ренар. Нумера Дисбаланс је изостављена са винилног издања албума.

## Успешност на топ-листама

### Годишње листе албума
| Назив листе                                                 | Приређивач листе | Позиција    | Изв.   |
| ----------------------------------------------------------- | ---------------- | ----------- | ------ |
| Балканрок одабрао најбоље у 2018: Топ 25 регионалних албума | Балканрок        | без поретка | [ 6 ]  |
| Најбољи албуми и синглови региона за 2018.                  |                  |             | [ 7 ]  |
| Регионални албуми који су нам се највише свидјели у 2018.   |                  |             | [ 8 ]  |
| Најбољи домаћи и регионални албуми 2018. године             |                  |             | [ 9 ]  |
| Најбољи регионални албуми и синглови 2016.                  |                  |             | [ 10 ] |

## Списак песама
| №               | Назив           | Напомене                                      | Трајање |  |
| 1.              | Чвор            |                                               | 4:05    |  |
| 2.              | Дисбаланс       | Песма се не налази на винилном издању албума. | 4:06    |  |
| 3.              | Звезде          |                                               | 4:42    |  |
| 4.              | Омотач          |                                               | 5:29    |  |
| 5.              | Један           |                                               | 5:18    |  |
| 6.              | Механизми       |                                               | 8:01    |  |
| 7.              | Злато           |                                               | 5:25    |  |
| 8.              | Река            |                                               | 6:24    |  |
| Укупно трајање: | Укупно трајање: | Укупно трајање:                               | 43:30   |  |

- [2][3]

## Синглови и спотови
- 1. Злато
  - Сингл је објављен у јуну 2018. године.
  - Спот је анимиран, а израдио га је студио Constructory. Ово је уједно био и први спот у каријери групе Игралом.[5][11][12]

## Музичари
- Игралом:
  - Димитрије Симовић — бас-гитара, вокал
  - Младен Марјановић — гитара, пратећи вокал
  - Марко Томовић — бубањ, удараљке
- Гости:
  - Јања Лончар, Дарко Радисављевић, Сара Ренар — пратећи вокали[2][3]

## Остале заслуге
- Роберт Телчер — тонски сниматељ
- Крис Екман — продуцент
- Милош Дробњаковић, Младен Марјановић — микс и мастеровање[2][3]

## Рецензије
| Медиј     | Аутор рецензије    | Оцена           | Изв.   |
| --------- | ------------------ | --------------- | ------ |
|           | Синиша Миклаужић   | 4.5/5 звездица  | [ 13 ] |
|           | Марко Подруг       | 9/10 звездица   | [ 14 ] |
|           | Слободан Вујановић | 8.5/10 звездица | [ 15 ] |
|           | Драгана Ерјавшек   | 8.5/10 звездица | [ 16 ] |
| Балканрок | Ђорђе Рељић        | 7/10 звездица   | [ 4 ]  |
|           | Срђан Страјнић     | без оцене       | [ 17 ] |
|           | Ђорђе Миладиновић  | без оцене       | [ 18 ] |